# Атлас на попчетата (Gobiidae) в България
Атлас на попчетата (Gobiidae) в България е двуезична книга събрала в себе си последната, актуализирана информация касаеща систематиката, разпространението, екологията и биологията на видовете от семейство Попчеви (Gobiidae), срещащи се на територията на Република България, а така също и тяхното стопанско и консервационно значение.
Издадена е януари 2013 година от Институтът по биоразнообразие и екосистемни изследвания при БАН (ИБЕИ). Финансирана е от Фонд Научни Изследвания, МОМН.
Авторски колектив: доц. д-р Милен Василев, гл. ас. д-р Апостолос Апостолу, ас. Борис Велков, гл. ас. д-р Добрин Добрев, докторант Велислав Зарев.